# Engouement pour le lard

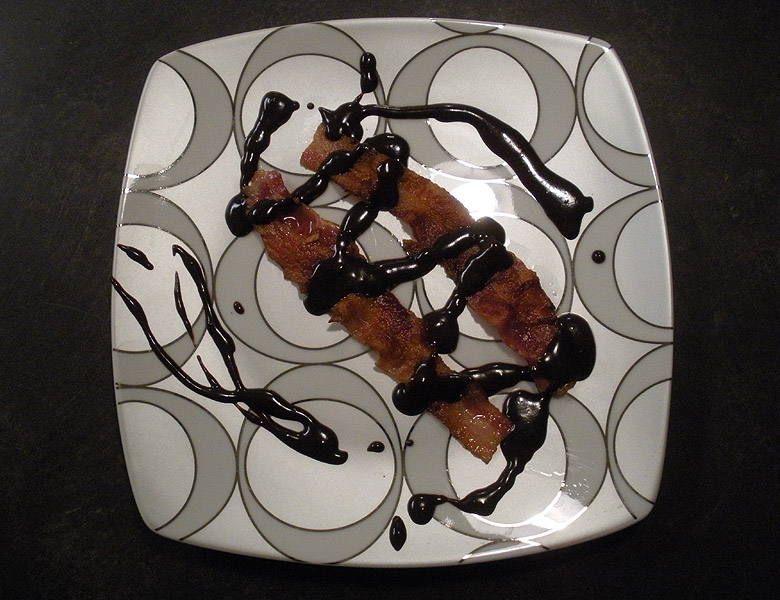
Du lard recouvert de chocolat fondu.

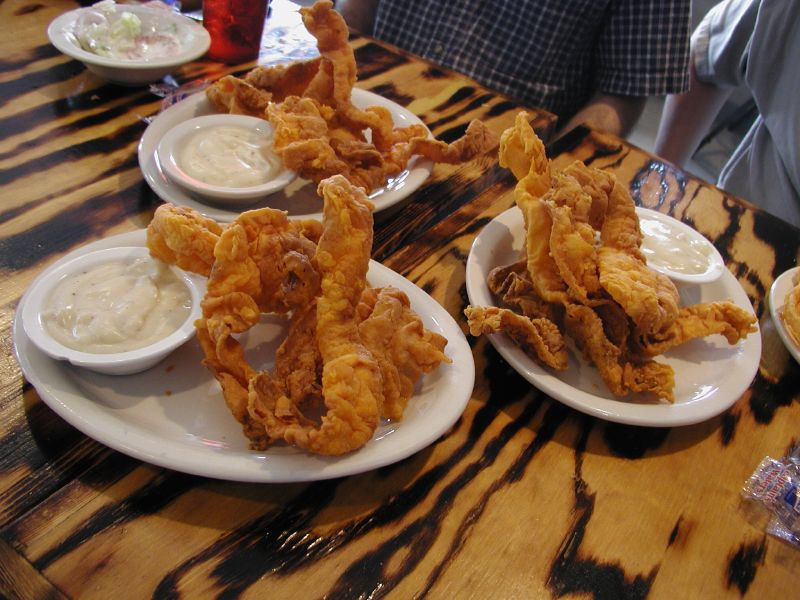
Poulet et bacon frits du restaurant Sodolak au Texas.

L’engouement pour le lard (en anglais, bacon mania) est un mouvement apparu aux États-Unis,,,, et au Canada, pendant les années 2000. Sa naissance remonte aux années 1980 et 1990 lorsque les aliments à haut contenu protéinique furent mis de l'avant par différents régimes amaigrissants. De nouvelles recettes avec du lard devinrent populaires par des échanges dans Internet,.

## Innovations

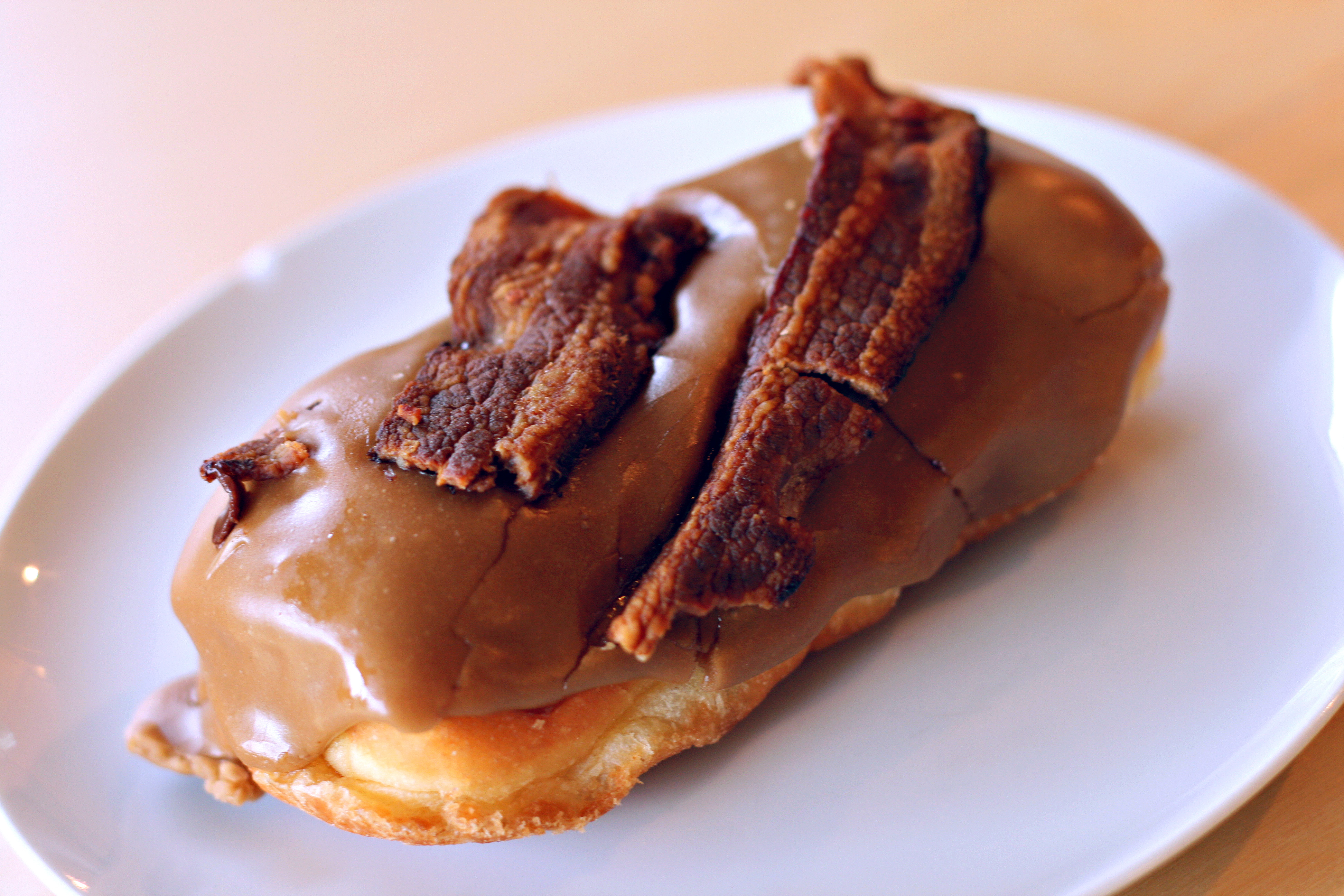
Un Bacon Maple Bar de Voodoo Doughnut, Portland, Oregon

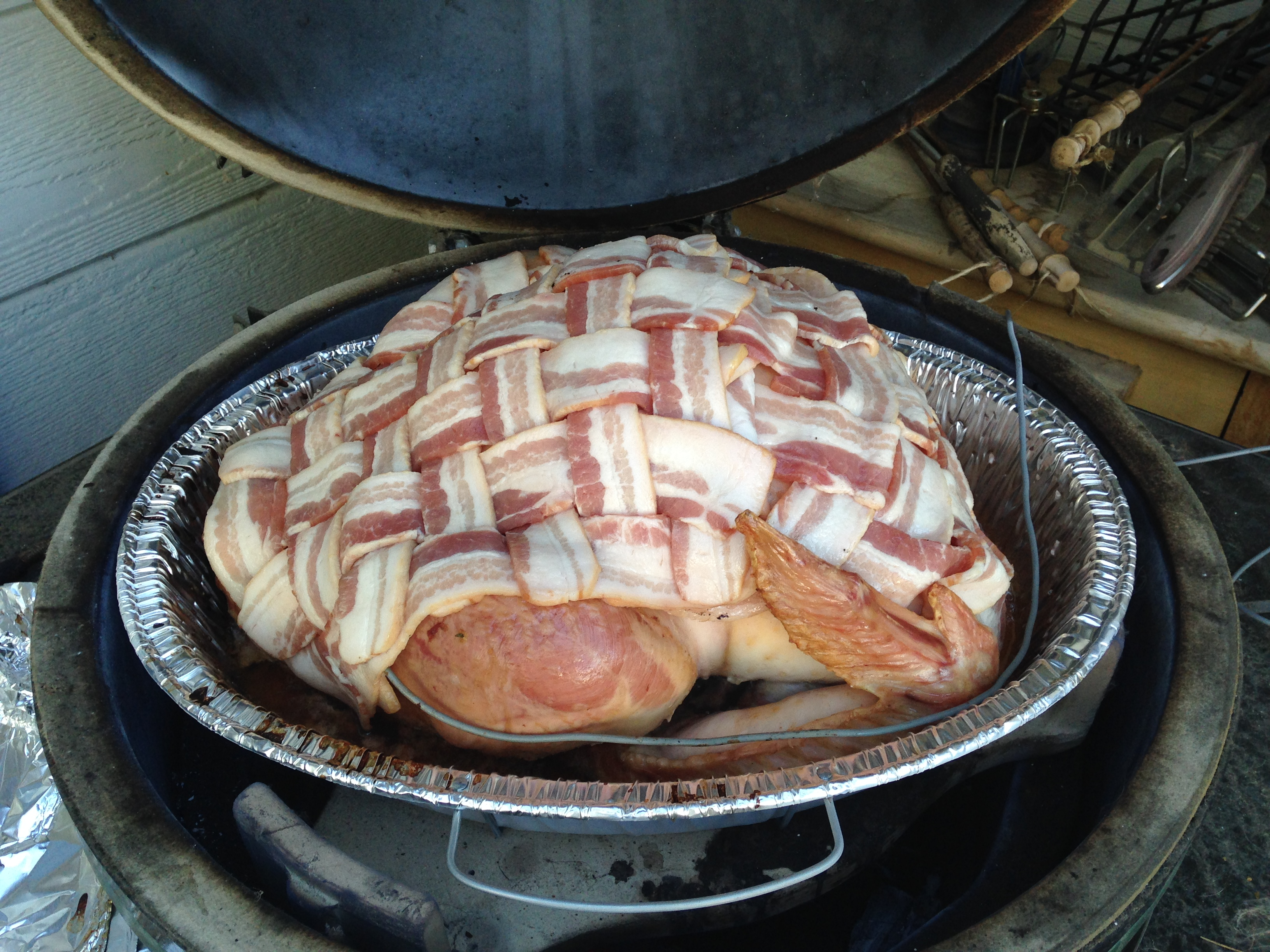
Une dinde enveloppée de bacon juste avant la cuisson dans un four Kamado

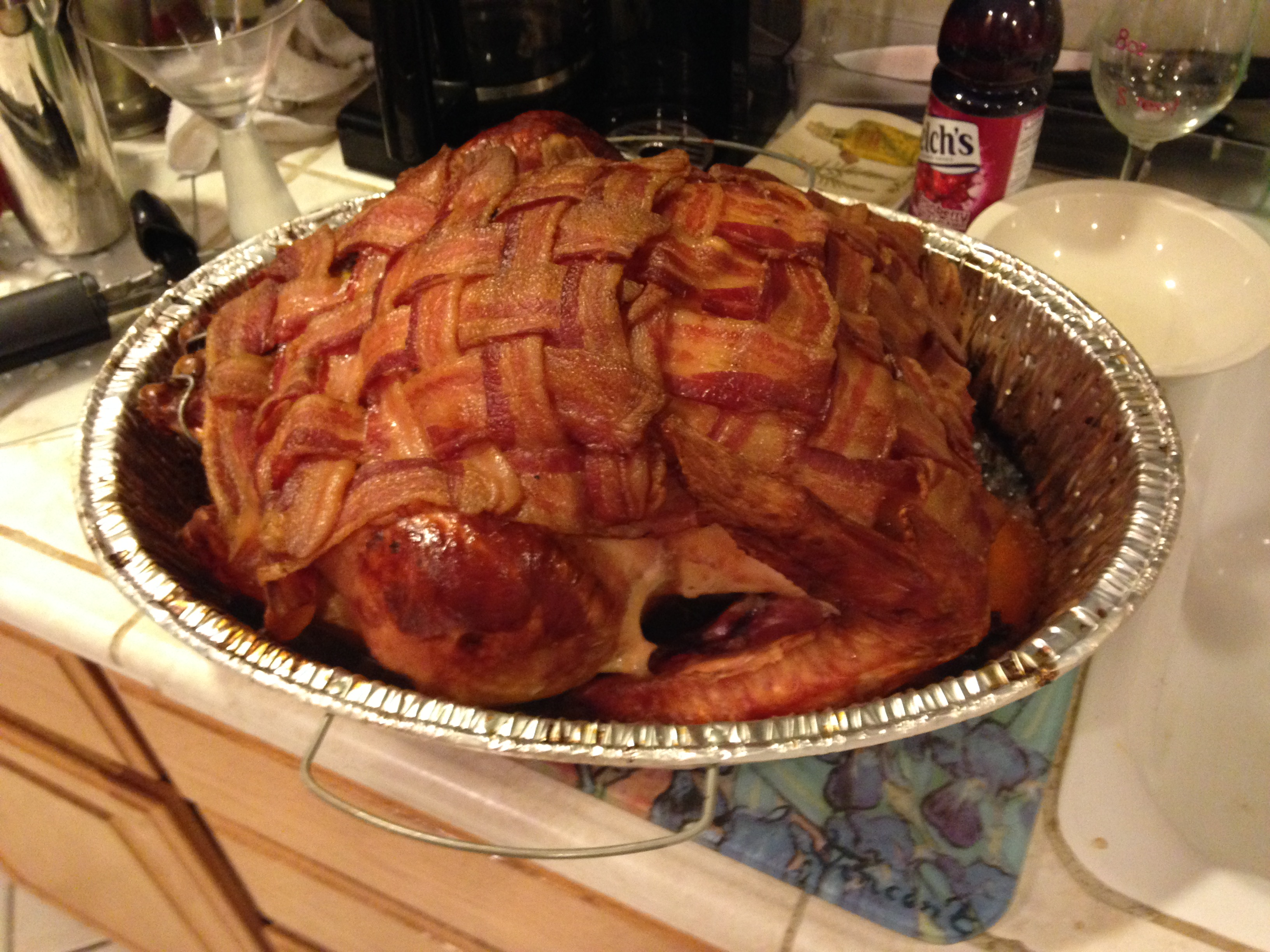
Dinde enveloppée de bacon cuite au barbecue

De nouvelles créations à base de bacon ont rejoint des aliments plus traditionnels tels que le BLT, la salade Cobb, les clams casino et le club sandwich. Parmi les plats figurent des œufs durs enrobés de mayonnaise et de bacon (le "snack d'attaque cardiaque") et le 'Baconator' de Wendy's (six tranches de bacon sur un cheeseburger d'un demi-kilo). La popularité croissante du bacon a également encouragé l'introduction de produits tels que le sel de bacon, les donuts au bacon et à l'érable, et la baconnaise.
Les bizarreries alimentaires à base de bacon comprennent l'explosion de bacon ("une brique de viande grillée composée de 2 livres de bacon enveloppées autour de 2 livres de saucisse"),, le bacon frit au poulet, la vodka infusée de bacon, la crème glacée au bacon, et le jerky de bacon.
Le bacon a été adapté en produits tels que le chewing-gum au bacon, les pansements au bacon, les papiers à rouler au goût de bacon grésillant, et le désodorisant pour voiture au bacon. Un réveil qui réveille les gens avec l'odeur du bacon en train de cuire a été annoncé,.
Un article de 2009 dans The Baltimore Sun décrit le bacon comme étant "plus que du bacon", et affirme que pour la "nation obsédée et adoratrice du Bacon, il s'agit de sensations fortes bon marché et d'une chance de devenir célèbre sur Internet". Le qualifiant de "sport extrême", l'article décrit les innovateurs et les passionnés qui célèbrent le bacon sous toutes ses incarnations.

## Analyse
En mars 2009, la journaliste américaine Jill Rosen écrivit : « Pourquoi autant de personnes consomment si soudainement du lard ? [Le cuisinier et spécialiste auto-proclamé du bacon] James croit que ces personnes prennent un plaisir coupable à manger quelque chose qui est nutritivement tabou, puis elles amplifient leur plaisir en augmentant de façon exponentielle son aspect décadent. Un hot-dog est mauvais pour vous. Un hot-dog dans du lard et mis en sandwich entre deux donut à l'érable est un mets pornographique hardcore,. »

## Possible déclin
La grippe porcine, bien qu'elle ne soit pas transmise par la consommation de produits issus du porc, a frappé les ventes et les prix de l'industrie du porc en 2009.
Heather Lauer, auteur de Bacon : A Love Story, a déclaré à propos de cet impact : "Le bacon existe depuis des milliers d'années. Il a survécu à de nombreuses alertes sanitaires. Quiconque tente de tirer parti de ce récent événement pour détruire la meilleure viande qui soit échouera ".

### Citations originales
1. ↑  (en) « So why are so many people suddenly so into bacon? James thinks it's about people taking guilty pleasure in eating something that's nutritionally taboo, and then extracting even more bliss by exponentially increasingly the decadence factor. A hot dog is bad for you. A hot dog wrapped in bacon and sandwiched between two oblong maple doughnuts is hard-core food porn. »